# Barksdale (Texas)
Barksdale es un lugar designado por el censo ubicado en el condado de Edwards en el estado estadounidense de Texas. En el Censo de 2020 tenía una población de 91 habitantes y una densidad poblacional de 38,39 habitantes por km². Fue incluido como CDP en el censo de 2020.

## Geografía
Barksdale se encuentra ubicado en las coordenadas 29°24′18″N 96°23′11″O / 29.40500, -96.38639. Según la Oficina del Censo de los Estados Unidos,  tiene una superficie total de 2,31 km², de la cual 2,28 km² corresponden a tierra firme y 0,03 km² a agua.